# Dolichopus neomexicanus
Dolichopus neomexicanus är en tvåvingeart som beskrevs av Harmston 1951. Dolichopus neomexicanus ingår i släktet Dolichopus och familjen styltflugor.
Artens utbredningsområde är New Mexico. Inga underarter finns listade i Catalogue of Life.